# Lin Yang (Leichtathlet)
Lin Yang (* 25. September 1991) ist ein ehemaliger chinesischer Sprinter, der sich auf den 400-Meter-Lauf spezialisiert hat.

## Sportliche Laufbahn
Erste Erfahrungen bei internationalen Meisterschaften sammelte Lin Yang im Jahr 2010, als er bei den Juniorenasienmeisterschaften in Hanoi in 47,26 s die Silbermedaille über 400 m gewann und im 200-Meter-Lauf in 21,27 s den fünften Platz belegte. Ende November startete er mit der chinesischen 4-mal-400-Meter-Staffel bei den Asienspielen in Guangzhou und gewann dort in 3:03,66 min gemeinsam mit Deng Shijie, Chang Pengben und Liu Xiaosheng die Bronzemedaille hinter den Teams aus Saudi-Arabien und Japan. Im September 2011 bestritt er in Hefei seinen letzten offiziellen Wettkampf und beendete daraufhin seine aktive sportliche Karriere bereits im Alter von 19 Jahren.

## Persönliche Bestzeiten
- 200 Meter: 21,27 s (−0,9 m/s), 4. Juli 2010 in Hanoi
- 400 Meter: 46,60 s, 13. Juni 2010 in Hefei
  - 400 Meter (Halle): 47,39 s, 30. März 2010 in Chengdu